# Puerto de Siles

Contraseña de la provincia marítima de Valencia a la que pertenece.

El Puerto de Siles está situado en el mar Mediterráneo occidental, en la costa del levante español y en las cercanías del puerto industrial de Sagunto, en la Comunidad Valenciana.
Se trata de un puerto deportivo en el margen izquierdo de la desembocadura del río Palancia, que lo separa de Sagunto y de su Grao aunque pertenece al término municipal de Canet de Berenguer.
- Datos: Q6092541